# Seznam arleských biskupů a arcibiskupů
Seznam arleských biskupů a arcibiskupů zahrnuje všechny představitele diecéze v Arles založené ve 3. století a povýšené roku 417 na arcibiskupství. Arcidiecéze byla zrušena v roce 1801 a připojena k Aix-en-Provence.
- Trophimus (kolem 250)
- Marcianus (254–257)
- Marinus (313–314)
- Nicasius
- Valentinus
- Saturninus (346–361)
- Crecentius
- Concordius (374–385)
- Ingenuus (394–395)
- Heros (408–412)
- Patroclus (412–426) (od roku 417 první arcibiskup)
- Honoratus (426–430)
- Hilarius (430– 449)
- Ravennius (449–456 nebo 461?)
- Augustal (456–456 nebo 461)
- Leontius (456 nebo 461–484)
- Eonius (484–502)
- Caesarius (503–543)
- Auxanius (543–546)
- Aurelianus (546–551)
- Sabaudus (552–586)
- Licerius (586–588)
- Virgilius (588–601 nebo 610)
- Florianus (kolem 613)
- Theodosius (632–650)
- Jean I. (651–668)
- Felix (679–682)
- Wolbertus (kolem 683)
- Elifantus (788–794)
- Rustan (kolem 806)
- Jean II. (811–816 nebo 819)
- Nothon (Noto) (819 nebo 824–844 nebo 850)
- Rotland (850 nebo 852–869)
- Walter ?
- Rostaing (871–914)
- Manasses (920–961)
- Ithier (963–981)
- Anno (981–994)
- Pons de Marignane (1005–1029)
- Raimbaud de Reillanne (1030–1069)
- Aicard de Marseille (1070–1080, sesazen, ale úřad uzurpoval, † před 1098)
- Gibelin de Sabran (1080/1098–1112)
- Atton de Bruniquel (1115–1129)
- Bernard Guerin (1129–1138)
- Guillaume Monge (1139?–1142)
- Raimon de Montredon (1142–1160)
- Raimon de Bollène (1163–1182)
- Pierre Isnard (1183–1190)
- Imbert d'Eyguière (1191–1202)
- Michel de Morèse (1202–1217)
- Uc Béroard (1218–1232)
- Jean Baussan (1233–1258)
- Bertran Malferrat (1258–1262)
- Florent (1262–1266)
- Bertrand de Saint–Martin (1266–1273)
- Bernard de Languissel (1274–1281)
- Bertrand Amalric (1281–1286)
- Rostaing de la Capre (1286–1303)
- Peire de Ferrières (1304–1307)
- Arnaud de Faugères (1307–1309 nebo 1310)
- Gaillard de Faugères (1310–1317)
- Gaillard Saumate (1318–1323)
- Gasbert de la Val (1324–1341)
- Jean de Cardone (1341–1348)
- Étienne Aldebrand (1348–1350)
- Étienne de La Garde (1351–1361)
- Guillaume de La Garde (1361–1374)
- Pierre de Cros Pierre (1374–1388)
- François de Conzié (1388–1390)
- Jean de Rochechouart (1390–1398)
- Pierre Blavi
- sedisvakance 1398–1404
- Artaud de Mélan (1404–1410)
- Jean de Brogny (1410–1423)
- Louis Aleman (1423–1450)
- Pierre de Foix (1450–1463)
- Philippe de Lévis (1463?–1475)
- Eustache de Lévis (1475–1489)
- Nicolas de Cibo (1489–1499)
- Jean Ferrier I. (1499–1521)
- Jean Ferrier II. (1521–1550)
- Jacques du Broullat (1550–1560)
- Robert II. de Lénoncourt (1560–1561)
- Antoine d'Albon (1561–1562)
- Ippolito II. d'Este (1562–1566)
- Prosper de Sainte–Croix (1566–1574)
- Silvio de Sainte–Croix Silvio (1574–1598)
- Oratio Montano (1598–1603)
- Gaspard du Laurent (1603–1630)
- Jean Jaubert de Barrault (1630–1643)
- François Adhémar de Monteil de Grignan (1644–1689)
- Jean–Baptiste Adhémar de Monteil de Grignan (1689–1697)
- François de Mailly (1697–1710)
- Jacques II. de Forbin-Janson (1711–1741)
- Jacques Bonne-Gigault de Bellefonds (1741–1746)
- Jean–Joseph de Jumilhac (1746–1775)
- Jean Marie du Lau d'Allemans (1775–1792)